# 우크라이나의 경제
우크라이나의 경제는 신흥 자유 시장 경제이다. 2000년부터 2008년까지 급속히 성장했으며 2008년부터 2009년까지 우크라이나의 금융 위기가 지속되었다. 경제는 2010년에 회복되었고 2013년까지 계속 개선되었다. 2014년부터 2015년까지 우크라이나 경제는 심각한 침체를 겪었으며, 2015년 GDP는 2013년 가치의 절반을 약간 웃돌았다. 2016년에, 경제는 다시 성장하기 시작했다. 2018년 우크라이나 경제는 빠르게 성장하여 2008년에는 전체 경제규모의 80%에 달했다.
1990년대 경기 침체는 초인플레이션과 경제 생산량이 이전 우크라이나 소비에트 사회주의 공화국의 절반 이하로 떨어진 것을 포함했다. GDP 성장은 2000년에 처음으로 기록되었고, 8년 동안 지속되었다. 이러한 성장은 2008년 세계 금융 위기로 중단되었지만, 2010년 1/4분기에 우크라이나 경제가 회복되어 플러스 GDP 성장을 달성했다. 2010년대 초, 우크라이나는 유럽의 주요 경제 구성 요소인 농경지, 잘 발달된 산업 기반, 고도로 훈련된 노동력, 좋은 교육 시스템을 보유하고 있는 것으로 유명했다. 그러나 2013년 10월 우크라이나 경제는 다시 침체 국면으로 접어들었다. 지난 여름 우크라이나의 대러 수출은 러시아의 국경 강화와 관세 통제로 인해 크게 감소했다. 2014년 초 러시아의 크림반도 합병과 2014년 봄에 시작된 돈바스 전쟁은 우크라이나 경제에 심각한 타격을 입혔고 우크라이나에서 가장 산업화된 두 지역에 심각한 피해를 입혔다. 2013년 우크라이나의 GDP 성장률은 0이었다. 우크라이나의 경제는 2014년에 6.8% 감소했고, 2015년에는 12%의 GDP 감소를 기록했다. 2017년 4월, 세계은행은 우크라이나의 2016년 경제성장률이 2.3%라고 발표했고, 이로써 경기침체가 종식되었다. 이러한 개선에도 불구하고 2018년 IMF는 유럽의 모든 국가 중 우크라이나가 1인당 GDP가 가장 낮았다고 보고했다.
2020년 4월, 세계은행은 2019년 경제성장률이 농업 풍년과 내수 의존 부문으로 3.2%로 견조했다고 발표했다. 2019년 가계소비는 상당한 송금유입과 소비자대출 재개에 힘입어 11.9% 증가했고 국내 무역과 농업은 각각 3.4%, 1.3% 성장했다. 그러나 2020년 GDP는 코로나19 범유행으로 인해 4.4% 감소했다. IMF에 따르면 2022년 러시아의 우크라이나 침공으로 인해 우크라이나 경제는 최대 35%까지 위축될 수 있다.

## 부문

### 산업
우크라이나에는 발전, 연료, 제철 및 비철 야금, 화학 및 석유 화학 및 가스, 기계 및 금속 가공, 산림, 목공, 목재 펄프, 종이, 건축 자재, 빛, 식품 등 20여 개의 주요 산업에 종사하는 기업들이 있다. 2012년에는 산업이 GDP의 26%를 차지했다. 이 나라는 전자, 무기 산업, 우주 프로그램을 포함한 거대한 첨단 산업 기반을 가지고 있다.

#### 광업 및 생산
우크라이나는 매장 범위와 규모 면에서 세계에서 가장 중요한 광물 생산국 중 하나이다. 약 90개의 광물이 매장되어 있으며, 그 중 약 20개가 경제적으로 중요하다. 알려진 모든 예금의 약 절반이 착취당하고 있다. 우크라이나의 석탄 매장량은 471억 톤에 달한다. 석탄을 연료로 하는 연간 국내 수요는 약 1억 톤이며, 이 중 85%는 국내 생산이 만족할 수 있다. 우크라이나는 석유와 가스 소비량의 각각 10%와 20%를 충족시키는 가스전을 보유하고 있다. 우크라이나는 39조6000억 입방피트의 천연가스 매장량을 보유하고 있지만 국내 생산량은 국가 수요의 20%에 불과하다. 우크라이나에는 철광석(280억 톤으로 추산), 망간광석(30억 톤), 분필, 석회석(15억 톤)이 매장되어 있다. 국내 산업 부문은 지속적인 에너지 부족과 1995년 말에 총 7억 9천 2백만 달러의 에너지 공급 상환 부채로 고통 받고 있다.
2019년에는 세계 7위의 철광석 생산국,세계 8위의 망간 생산국, 6위의 티타늄 생산국, 7위의 흑연 생산국이었다. 2018년에는 세계에서 9번째로 큰 우라늄 생산국이었다.

### 농업

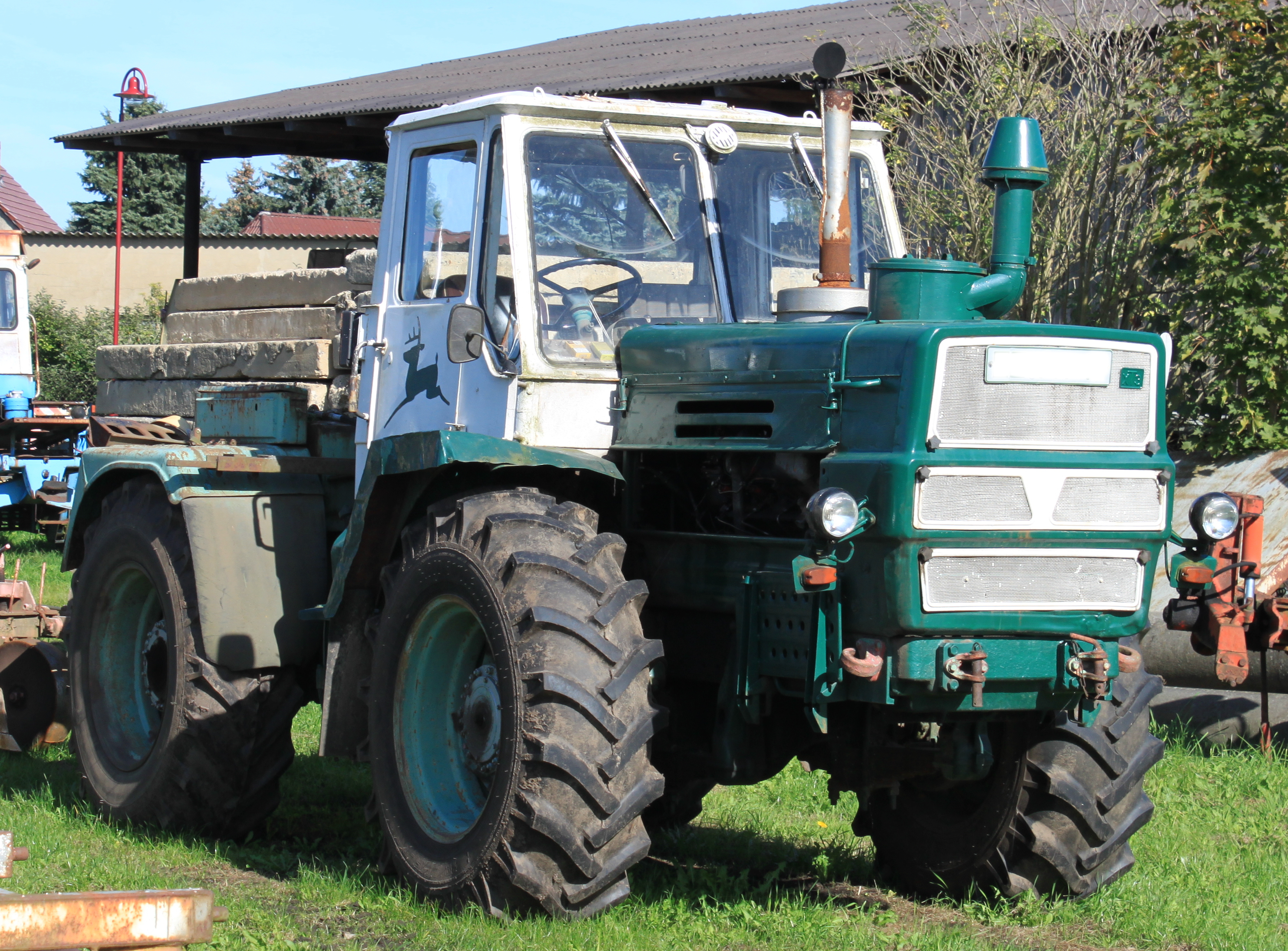
우크라이나 T-150K 트랙터는 하르키우 트랙터 공장에서 제작되었다.

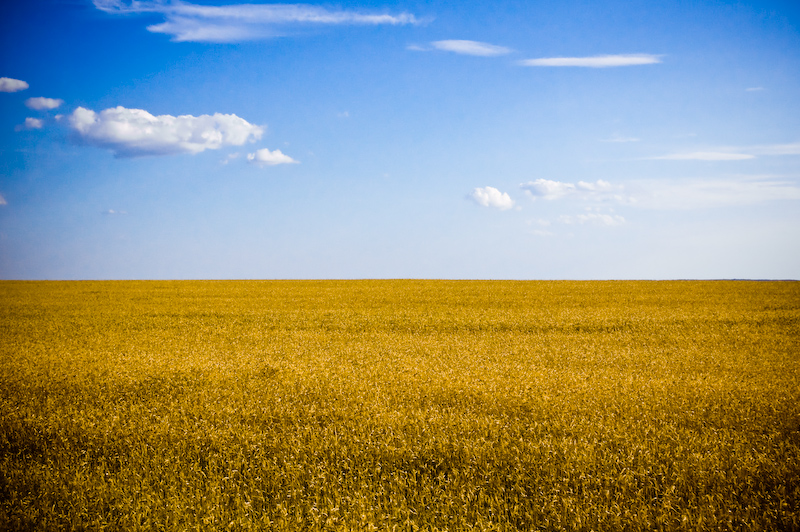
우크라이나의 국기는 우크라이나의 농지를 닮았다.

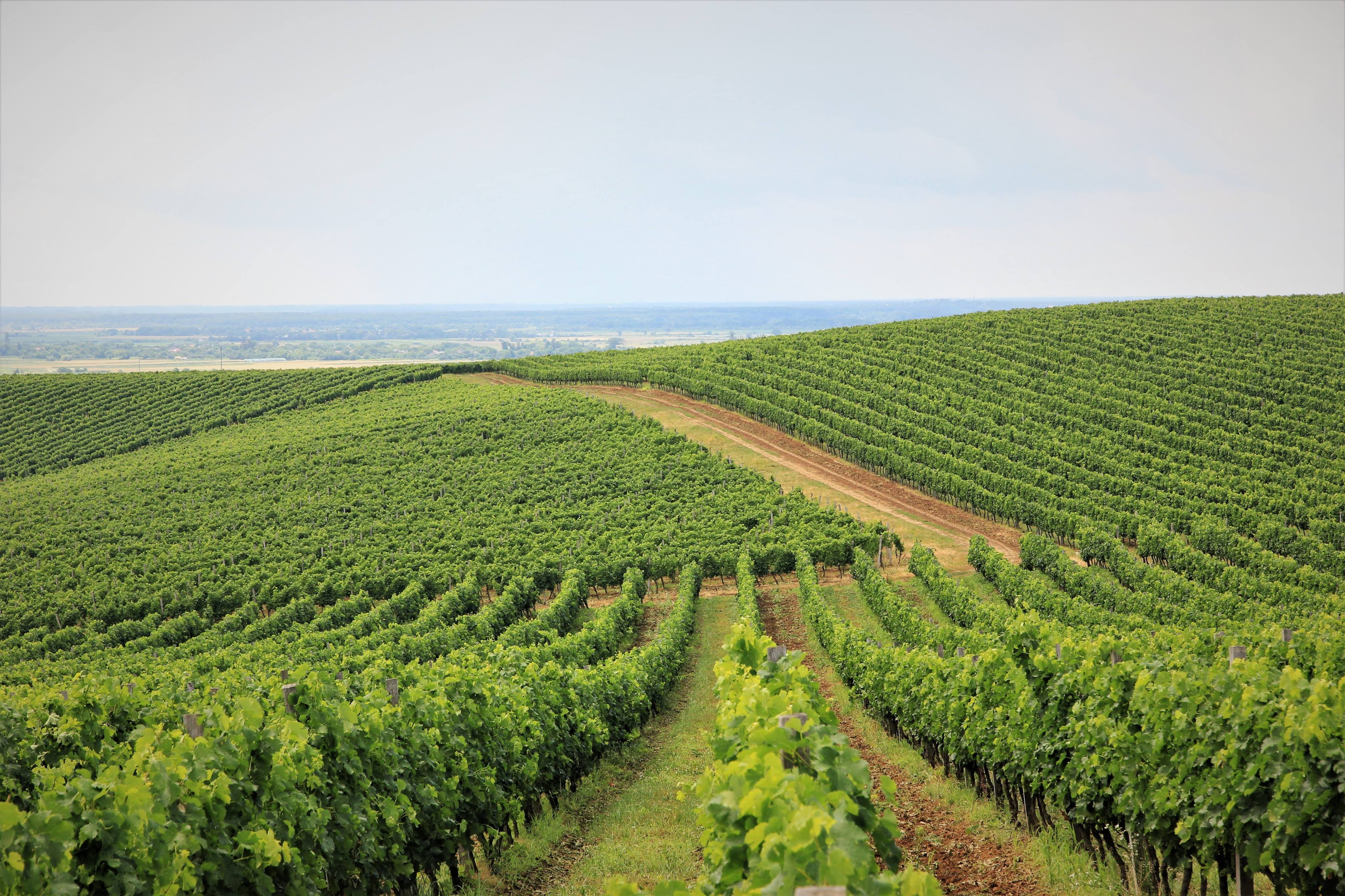
자카르파탸주의 포도밭

농업은 일반적으로 소련의 산업 기반이지만 우크라이나 경제의 큰 부분을 차지한다. 사실 우크라이나는 세계 최대의 농산물 생산국이자 수출국 중 하나이며 유럽의 빵바구니로 알려져 있다.
2008년에 이 부문은 국가 GDP의 8.29%를 차지했고 2012년까지 GDP의 10.43%로 성장했다. 2012년 우크라이나 경제는 농업이 139억 8천만 달러의 부가가치를 차지했지만, 과식 기준 112개국 중 24위 밖에 차지하지 않았고, 농업 생산을 촉진한다. 우크라이나는 세계에서 가장 큰 해바라기 기름 생산국이며, 곡물과 설탕의 주요 생산국이며, 육류와 유제품 시장에서 미래의 글로벌 플레이어이다. 또한 가장 큰 견과류 생산지 중 하나이기도 하다. 우크라이나는 또한 다른 유럽 국가들보다 더 많은 천연 꿀을 생산하며 세계 최대의 꿀 생산국 중 하나이며, 인구의 약 1.5%가 꿀 생산에 관여하고 있기 때문에 우크라이나는 세계에서 1인당 꿀 생산률이 가장 높다. 우크라이나는 세계에서 가장 비옥한 흑토양의 30%를 보유하고 있기 때문에 농업의 잠재력이 크다. 그러나 우크라이나의 주요 자산 중 사유화되지 않은 것은 농지가 유일하다. 우크라이나의 농업은 이미 40~60%의 수익을 올리고 있지만, 분석가들에 따르면 생산량은 여전히 4배까지 증가할 수 있다. 우크라이나는 세계 6위, EU를 별도 국가로 포함하면 5위, 옥수수 생산국이며 옥수수 수출국으로는 세계 3위다. 우크라이나는 2012년 세계 최대 옥수수 수입국인 중국과 연간 300만 톤의 옥수수를 시장가격으로 공급하는 계약을 체결했으며, 이 계약에는 중국에서 우크라이나로 30억 달러의 신용대출이 포함되어 있다.
2014년 우크라이나의 총 곡물 수확량은 6천 4백만 미터톤으로 추정된다. 그러나 2014년, 몇몇 지역들이 독립을 선언하고 (우크라이나 중앙 정부의 통제를 받지 않음) 돈바스 전쟁과 러시아의 크림반도 합병으로 인해 실제 이용 가능한 농작물 수확량은 6050만 톤에 육박했다. 10월까지 우크라이나의 곡물 수출량은 1,100만 톤에 달했다. 돈바스 전쟁으로 우크라이나의 최대 수출품은 야금 산업의 쇠퇴로 인해 우크라이나에서 가장 많이 수출되었다.
2020년 3월 우크라이나 의회는 농지 판매 금지를 해제했다.  토지 시장은 2021년 7월 1일 처음으로 완전히 개방되었다.

### 관광업
2012년, 우크라이나는 유럽에서 8번째로 인기 있는 관광지로 2,300만 명의 방문객을 기록했다. 이 나라의 관광 산업은 일반적으로 낙후된 것으로 여겨지지만, 우크라이나 경제에 결정적인 도움을 주고 있다. 2012년 관광산업은 GDP의 2.2%인 288억 µ에 달했고, 351,500개의 일자리(총 고용의 1.7%)를 직접 지원했다.

#### 쇼핑 관광업
우크라이나의 이웃 나라들(폴란드인, 슬로바키아인, 헝가리인, 벨라루스인, 심지어 러시아인)은 우크라이나에서 식품이나 휘발유와 같은 상품과 선물들을 본국보다 더 싼 가격에 구매하기 위해 오는 것으로 알려져 있다.

## 환경 문제
우크라이나는 지역 환경 문제에 협력하는 데 관심이 있다. 비록 시행이 재정 자원의 부족으로 어려움을 겪지만, 천연 자원의 보존은 명시적인 높은 우선 순위이다. 우크라이나는 1921년 자연보호구역 아스카니아노바를 설립하고 멸종위기종을 번식시키기 위한 프로그램을 갖고 있다.
이 나라는 특히 1986년 체르노빌 원자력 발전소 사고와 산업 오염으로 인한 심각한 환경 문제를 안고 있다. 이전에 발표된 계획에 따라 우크라이나는 2000년 12월 체르노빌 원자력 발전소를 영구 폐쇄했다. 2001년 11월, 우크라이나는 체르노빌에서 생산된 에너지를 보상하기 위해 EBRD에 두 개의 새로운 원자로를 건설하기 위한 자금 지원을 철회했다. 우크라이나 정부는 차관의 개혁 조건, 특히 차입금 상환을 보장하기 위해 필요한 관세 인상에 대한 우려로 인해 차입금 위원회가 최종 승인을 검토하는 날 이 신청을 철회했다. 세계 최악의 원전사고가 발생한 원자로를 영구적으로 안치하기 위한 이른바 "물체 대피소" 작업이 예상보다 더디지만 계속되고 있다. 소련이 세운 "사르코파구스"에 대한 설계 작업과 구조 개선 작업이 대부분 완료되었으며, 새로운 대피소 건설은 2004년에 시작될 예정이었다.
우크라이나도 환경부를 신설하고 대기 및 물 배출과 고체 폐기물 처리에 세금을 부과하는 오염 요금제를 도입했다. 그 결과 발생하는 수입은 환경보호 활동에 할당되지만, 이 오염 요금 제도의 시행은 허술하다.